# Dabardān-e Soflá
Dabardān-e Soflá (persiska: دبردان سفلی) är en ort i Iran.   Den ligger i provinsen Östazarbaijan, i den nordvästra delen av landet, 400 km väster om huvudstaden Teheran. Dabardān-e Soflá ligger 1 901 meter över havet och antalet invånare är 272.
Terrängen runt Dabardān-e Soflá är kuperad åt sydost, men åt nordväst är den platt. Runt Dabardān-e Soflá är det ganska glesbefolkat, med 22 invånare per kvadratkilometer. Närmaste större samhälle är Z̄āker Kandī, 19,9 km sydost om Dabardān-e Soflá. Trakten runt Dabardān-e Soflá består i huvudsak av gräsmarker.